# Carnival of Souls
Carnival of Souls (El carnaval de las almas en España, Carnaval de las almas en Argentina y Carnaval de almas en el resto de Hispanoamérica) es una película de terror estadounidense independiente de 1962 dirigida y producida por el también actor Herk Harvey. Protagonizada por Candace Hilligoss, Frances Feist, Sidney Berger y Art Ellison, la trama sigue a Mary Henry, una joven cuya vida se ve trastornada tras un accidente de coche. Se muda a una nueva ciudad, donde se da cuenta de que no puede asimilarse a los lugareños y se siente atraída por el pabellón de un carnaval abandonado. El director Harvey también aparece en la película como un extraño macabro que la acecha todo el tiempo. Se basa en un relato corto de Lucille Fletcher; el mismo relato fue adaptado televisivamente en la serie de gran éxito The Twilight Zone, resultando más fiel a la original. En dicho capítulo una mujer viaja en coche y no para de ser atormentada por un autoestopista que aparece a lo largo del camino.
La película no obtuvo la atención del público cuando se estrenó originalmente, debido en gran medida a su intento de clasificarse como una película de serie B, hoy en día se ha vuelto una especie de película de culto.
Carnival of Souls sirvió a su vez de influencia, como después confesaron, a directores tan disímiles como George A. Romero y al surrealista David Lynch.

## Argumento
La película narra la historia de Mary Henry (Candace Hilligoss) quien es víctima de un accidente automovilístico. Después de competir con otro automóvil, el auto en el que viajaba cae al río en conjunto con otras dos pasajeras del vehículo. Afortunadamente para ella, Mary puede escapar de la tragedia, un poco desorientada y muy diferente emocionalmente.
Para dejar atrás la tragedia, Mary decide aceptar un trabajo en la iglesia de otra ciudad como organista. Sin embargo, encuentra todo a su alrededor bastante extraño, lo que incluye unos personajes fantasmales que la persiguen durante todo su viaje y su estancia en la nueva ciudad a la que se ha mudado.
En esa misma ciudad hay un lugar en donde anteriormente había una feria. Sin saber por qué, Mary se siente atraída por el lugar, y decide investigar la zona.

## Reparto
- Candace Hilligoss - Mary Henry
- Frances Feist - Sra. Thomas
- Sidney Berger - John Linden
- Art Ellison - Ministro
- Stan Levitt - Dr. Samuels
- Tom McGinnis - Jefe de la fábrica de órganos
- Forbes Caldwell - Trabajador de la fábrica de órganos
- Dan Palmquist - Empleado de la gasolinera
- Bill De Jarnette - Mecánico
- Steve Boozer - Chip
- Pamela Ballard - Vendedora del vestido
- Herk Harvey - "El Hombre" (el ghoul principal)

## Comentarios
Acompañada por música de órgano interpretada por Gene Moore, Carnival of Souls recrea una atmósfera especial, diferente a la generada por efectos especiales, para envolver al público en un ambiente de terror. La película mantiene un buen número de seguidores del género, por lo que es ocasional que se proyecte en festivales de Halloween, así como en canales de televisión durante esas mismas fechas.